# Pennyworth
Pennyworth é uma série de televisão americana de drama policial, baseada em personagens publicados pela DC Comics e criada por Bob Kane e Bill Finger, que estreou em 28 de julho de 2019 na Epix. A série é produzida por Bruno Heller e Danny Cannon e protagoniza Jack Bannon como personagem principal, ao lado de Ben Aldridge, Emma Paetz, Ryan Fletcher, Hainsley Lloyd Bennett, Paloma Faith, Polly Walker e Jason Flemyng.
A segunda temporada foi confirmada em 27 de outubro de 2019, para começar a filmar em janeiro de 2020. Entretanto, as filmagens foram pausadas em março de 2020 devido a pandemia de COVID-19. A segunda temporada estreou em 13 de dezembro de 2020.

## Premissa
Pennyworth explora o início da vida do mordomo da família Wayne, Alfred Pennyworth, um ex-soldado britânico da SAS que está formando sua própria empresa de segurança em uma Londres alternativa que combina aspectos de Londres nas décadas de 1950 e 1960 com eventos e práticas inventados (por exemplo,  execuções públicas televisionadas). Alfred se torna um alvo da Raven Society, um grupo conspirando para assumir o governo britânico, e começa a trabalhar contra eles ao lado de agentes americanos da Liga Sem Nome, Thomas Wayne e Martha Kane, os futuros pais de Bruce Wayne/Batman.

## Elenco e personagens

### Principais
- Jack Bannon como Alfred Pennyworth: Um ex-soldado britânico da SAS que trabalha como segurança em um clube exclusivo de Londres enquanto cria sua própria empresa de segurança.
- Ben Aldridge como Thomas Wayne: Um jovem médico americano rico de Gotham City que está impressionado com as habilidades de Alfred e espera contratá-lo. Wayne é secretamente um agente da CIA, trabalhando disfarçado na Liga Sem Nome.
- Hainsley Lloyd Bennett como Deon "Bazza" Bashford: Um playboy e amigo de longa data de Alfred, que serviu com ele no exército.
- Ryan Fletcher como Wallace "Dave Boy" McDougal: Outro amigo de longa data do exército de Alfred que tem um problema com a bebida.
- Dorothy Atkinson como Mary Pennyworth: Mãe de Alfred.
- Ian Puleston-Davies como Arthur Pennyworth: Pai de Alfred que trabalha como mordomo.
- Paloma Faith como Bet Sykes: Uma sociopata sádica que inicialmente trabalha como executora da Raven Society. Ela se apega à namorada de Alfred, Esme, enquanto mantém sua refém.
- Jason Flemyng como Lord James Harwood: O ex-líder da Raven Society, que está conspirando para assumir o controle do governo britânico.
- Polly Walker como Peggy Sykes: Irmã de Bet
- Emma Paetz como Martha Kane: Uma agente americana da Liga Sem Nome que contrata Alfred para ajudá-la em missões perigosas. Ela desenvolve uma queda por Alfred durante suas missões e uma amizade com Thomas.

### Recorrente
- Emma Corrin como Esme Winikus: Uma dançarina de boate e aspirante a atriz que se apaixona por Alfred.
- Jessica Ellerby como A Rainha.[4]
- Danny Webb como John Ripper: Um criminoso local que desenvolve uma amizade com Alfred.
- Richard Clothier como Primeiro ministro.
- Ben Wiggins como Spanish: Um oficial da SAS e amigo de Alfred que morreu.
- Saikat Ahamed como Sr. Chadley.
- Ramon Tikaram como Detetive Inspetor Aziz: Um detetive na força policial de Londres.
- Simon Day como Sid Onslow: Pai de Sandra Onslow e proprietário do Severed Arms, um pub local frequentado por Alfred Pennyworth, Dave Boy e Bazza.
- Harriet Slater como Sandra Onslow: Filha de Sid Onslow, interessada em Alfred.
- Jennie Goossens como Sra. Spicer.
- Steve Edwin como Sr. Spicer.
- Anna Chancellor como Frances Gaunt: Uma médica e a nova líder da Raven Society.
- Sarah Alexander como Undine Thwaite: A nova líder da Liga Sem Nome.
- Charlie Woodward como Capitão John Curzon: Capitão militar aposentado do tempo de Alfred Pennyworth na SAS.

## Produção

### Desenvolvimento
Em 16 de maio de 2018, foi anunciado que a Epix havia ordenado à produção uma ordem de série para uma primeira temporada composta por dez episódios. Esperava-se que o episódio piloto fosse escrito por Bruno Heller e dirigido por Danny Cannon, que também deveriam produzir a série. As empresas de produção que devem participar da série incluem a Warner Horizon Television. Em 6 de fevereiro de 2019, foi anunciado durante a turnê anual de imprensa de inverno da Television Critics Association que a série estrearia em junho de 2019. Em 24 de abril de 2019, a data de estreia foi revisada para 28 de julho de 2019, no Epix.
A segunda temporada foi confirmada em 27 de outubro de 2019, para começar a filmar em janeiro de 2020.

### Elenco
Em outubro de 2018, foi anunciado que Jack Bannon, Ben Aldridge, Ryan Fletcher, Hainsley Lloyd Bennett, Paloma Faith e Jason Flemyng foram escalados para papéis regulares da série. Em 4 de dezembro de 2018, foi relatado que Polly Walker se juntou ao elenco em uma capacidade recorrente.
Em 20 de março de 2019, Emma Paetz e Jessica Ellerby foram escaladas para a série com Paetz como Martha Kane e Ellerby como A Rainha.

### Filmagem
As filmagens da série começou em 22 de outubro de 2018 na Warner Bros. Studios, Leavesden em Leavesden, Hertfordshire na Inglaterra. Além disso, várias cenas foram tiradas em Londres, incluindo a seleção do edifício histórico Florin Court como a casa e o bairro de um dos personagens principais da série. As filmagens da série encerrada em 24 de maio de 2019.

## Recepção
No Rotten Tomatoes, a série detém uma classificação de aprovação de 69% com base em 23 análises, com uma classificação média de 7,56/10. O consenso crítico do site diz: "Enquanto personagens intrigantes e cenários impressionantes contribuem para um suspense de espionagem atraente, Pennyworth não acrescenta muito aos maiores mitos do Batman". No Metacritic, a série tem uma pontuação média ponderada de 62%, com base em críticas de 8 críticos, indicando "críticas geralmente favoráveis".
Escrevendo para o The A.V. Club, Sam Barsanti atribui ao programa um C, observando:

[Pennyworth] seria quase mais divertido se você mudasse alguns nomes e abandonasse completamente a conexão de quadrinhos—pelo menos não haveria perguntas perturbadoras sobre por que Thomas Wayne tem uma irmã e por que ele está trabalhando secretamente para o governo, em vez de tornando-se um médico rico em casa. No entanto, o programa é tão divertido quanto frustrante, parecendo uma adaptação de uma história em quadrinhos baseada nos filmes Sherlock Holmes de Guy Ritchie (com toda a implicância britânica).

## Transmissão
Nos Estados Unidos, a série estreou em 28 de julho de 2019, no Epix. No Canadá, a série estreou no Showcase em 4 de setembro de 2019, seis semanas atrás do cronograma do Epix. No Brasil, a série estreou no Starz Play em 24 de outubro de 2019.